# Joãozinho (Fußballspieler, 1954)
João Soares de Almeida Filho, genannt Joãozinho , (* 15. Februar 1954 in Belo Horizonte) ist ein ehemaliger brasilianischer Fußballspieler. Er gewann in seiner Karriere verschiedene nationale sowie internationale Meisterschaften.

## Karriere
Der Spieler trat hauptsächlich für den Cruzeiro EC aus Belo Horizonte an. Für die Füchse aus Minas Gerais soll er in verschiedenen Wettbewerben 482 Spiele bestritten und 116 Tore erzielt haben. Im Entscheidungsspiel der Copa Libertadores 1976 trickste er Gegner und Mitspieler Nelinho aus. Dieser hatte sich den Ball für einen Freistoß zurechtgelegt. Als er sich umdrehte um Anlauf zu nehmen, führte Joãozinho den Freistoß aus und erzielte den Treffer zum 3:2-Endstand und damit Cruzeiros Titelgewinn. Dieder brachte den Klub ins Finale des Weltpokals 1976, in welchem der Klub dem FC Bayern München unterlag.
Mit der Nationalmannschaft nahm er am Copa América 1975 teil. Hier bestritt er am 13. August sein erstes Länderspiel. Im Spiel gegen Venezuela wurde er für Romeu Evangelista eingewechselt. Insgesamt kam er auf sechs Länderspiele, von denen vier als offizielle Länderspiele gewertet werden.

## Erfolge
Cruzeiro
- Copa Libertadores: 1976
- Staatsmeisterschaft von Minas Gerais: 1973, 1974, 1975, 1977, 1984
- Staatspokal von Minas Gerais: 1973, 1984

Auszeichnungen
- Bola de Prata: 1979